# Heliosia monosticta
Heliosia monosticta är en fjärilsart som beskrevs av George Francis Hampson 1900. Heliosia monosticta ingår i släktet Heliosia och familjen björnspinnare. Inga underarter finns listade i Catalogue of Life.